# Folkland
Folkland var vikingatida och medeltida landskap, det vill säga landområden med egen lag och lagman.
Ordet ”landskap” fanns inte i den äldsta fornsvenskan, utan det vanliga ordet för landskap var ”land”, som i pluralis böjs ”flera land”, inte ”flera länder”. Dessutom fanns ordet ”folkland”, som särskilt syftade på de mindre landen i nuvarande Uppland.
I nutida språkbruk har betydelserna av orden ”landskap” och ”folkland” definierats enligt en hierarkisk struktur. ”Landskap” betecknar de idag erkända landskapen, och ”folkland” betecknar mindre landområden inom några av de nutida landskapen. Ordet folkland fyller det praktiska behovet att ha en beteckning för ”landskap inom landskap” i de fall där ursprungliga ”land” eller ”folkland” slagits ihop till större enheter som Uppland och Småland. 
Folkland består i sin tur oftast av flera hundare eller flera härad. De äldre territoriella enheter som Sverige under olika tider indelats i är alltså, i storleksordning:
- landskap (på medeltiden kallade ”land”)
- folkland (inom några av de nuvarande landskapen)
- härad/hundare
- socken

## Folkland i Uppland

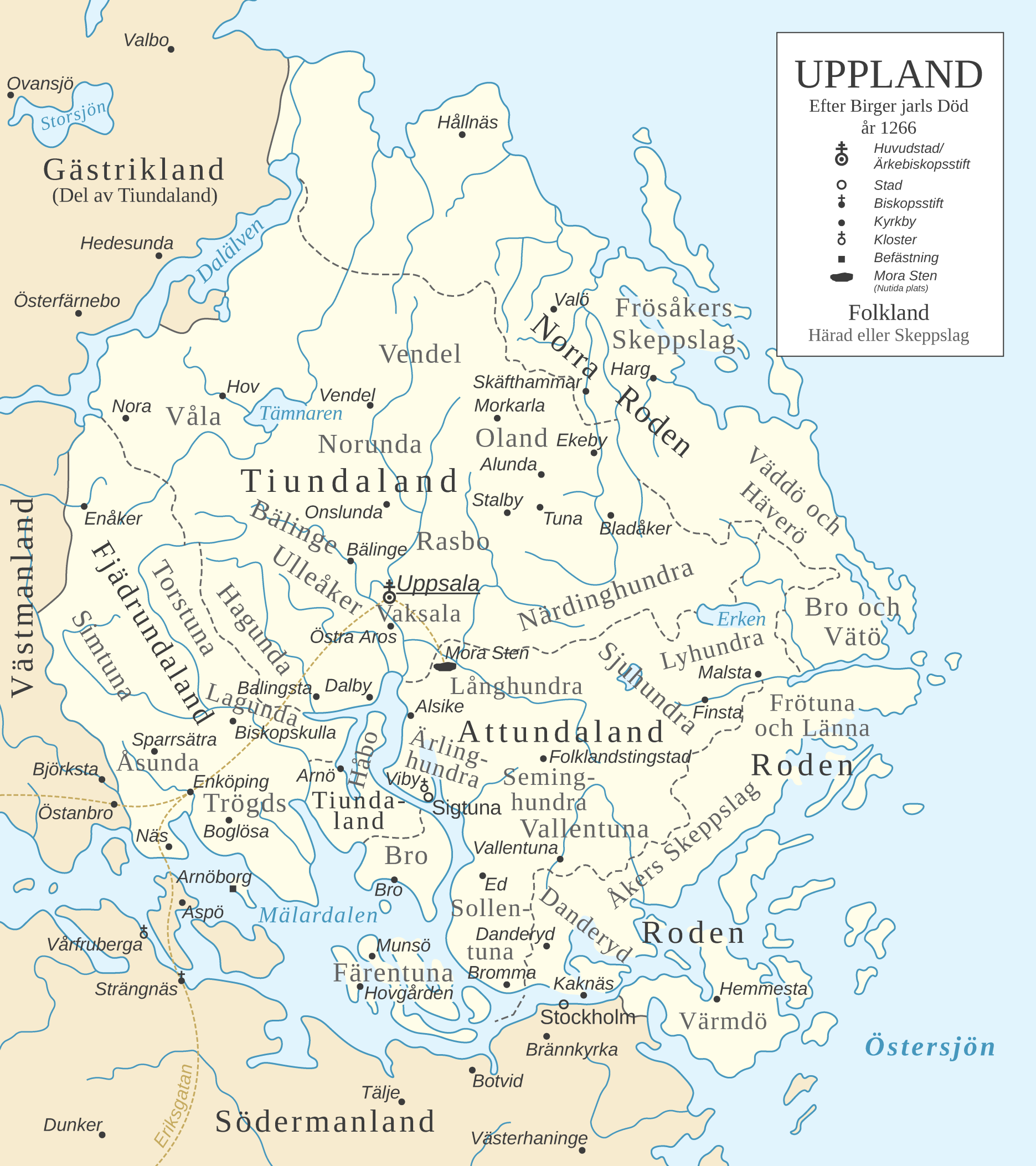
Uppland uppdelat i folkland och härader i mitten av 1200-talet.

I Uppland finns områden som kallas Folklanden i bevarade medeltida texter.
De tre folklanden Attundaland, Fjädrundaland, Tiundaland var belägna inuti landet. De sammanslogs med kuststräckan Roden. Sedermera förenades de till Upplands lagsaga. De hade vardera en lagsaga och en lagman. De var indelade i hund, senare hundare, därefter härad. Hundarena benämns ”härad” från och med mitten av 1300‐talet.
Mellan de tre folklanden, på Mora äng, valdes kungar och hölls kanske också större allting, men tingen hölls vanligen i den egna lagsagan, med egna lagar.
1252 skrev Birger jarl och hans son kung Valdemar Birgersson brev till invånarna i Attundaland, Fjädrundaland och Tiundaland, med uppmaning att de skall erlägga en tredjedel av fattigtiondet till kyrkan i Uppsala.
På 1290-talet tog lagmannen i Tiundaland, Birger Persson till Finsta ett initiativ.
Han samlade "tolv redliga män" och tillsammans skrev de en ny gemensam lag, Upplandslagen, som samlade det bästa (?) från de äldre lagarna. Vid tinget därpå, år 1296, stadfästes den nya lagen som gällde i alla folklanden, vilka tillsammans bildade Upplands lagsaga. Även därefter fungerade folklanden en tid som juridiciella distrikt i speciella frågor.

## Folkland i Småland

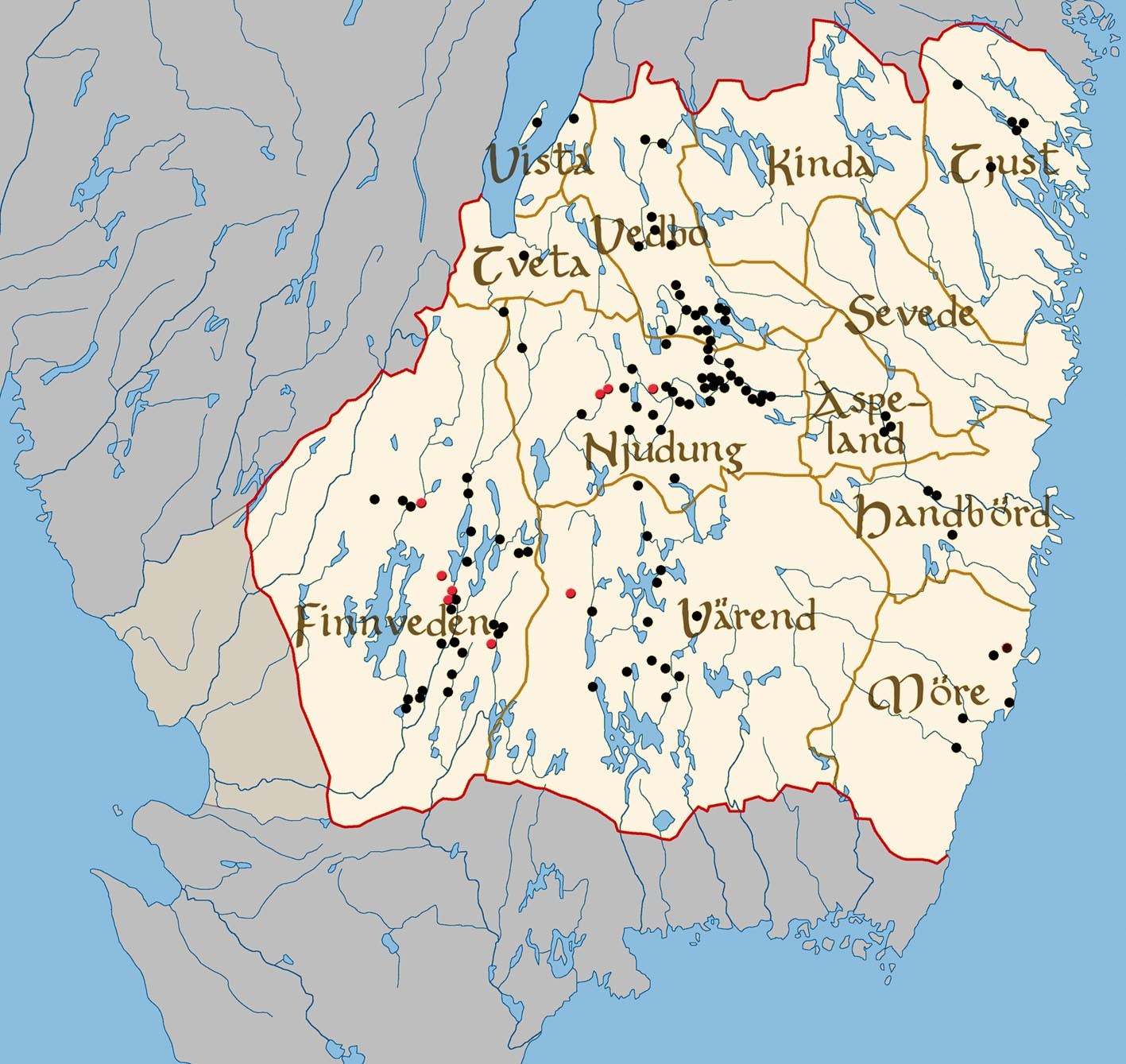
De små landen i Småland, i nutida litteratur kallade ”folkland”. Punkterna anger runstenar.

De små landen i Småland kallas ”folkland” av nutida forskare, men det finns ingen medeltida källa som kallar de småländska landen ”folkland”. Smålanden är Värend, Finnveden, Njudung, Tveta, Vista, Möre, Handbörd, Aspeland, Sevede, Vedbo, Tjust och Kinda. Kinda räknas nu till Östergötland.

## Folkland i Hälsingland
De gamla folklanden Alir och Sunded/Sundhed utgör tillsammans nuvarande landskapet Hälsingland. Dessutom fanns ett tredje folkland, men det är ovisst vad det hette och var det låg. På grundval av knapphändiga och sena källor har det tredje folklandet antagits heta Nordanstig, men detta är osäkert. Det är möjligt att det tredje folklandet har utvecklats till nuvarande landskapet Medelpad. Beteckningen ”folkland” finns ej i medeltida källor om Hälsingland, men används i modern forskning av praktiska skäl.

## Folkland i Blekinge
Lister (Listerlandet) har betecknats som ett folkland av arkeologer. I närheten finns Blekingestenarna, som ger en unik inblick i en möjlig lokalt politiskt och religiöst ledande ätt av namngivna män.